# 玛丽亚·库恩
玛丽亚·库恩（瑞典語：Maria Kun，1973年4月17日—），瑞典女子足球运动员，场上位置是前锋。她曾代表瑞典国家队参加1996年夏季奥林匹克运动会足球比赛，获得第六名。